# Louis Valdo-Barbey
Valdo Louis Barbey, dit Louis Valdo-Barbey ou Valdo-Barbey, est un dessinateur, peintre et décorateur français d'origine suisse, né à Valeyres-sous-Rances (Vaud) le 1er novembre 1880 et mort le 5 décembre 1964 à Paris.

## Biographie
Valdo Louis Barbey naît à Valeyres-sous-Rances (Vaud) le 1er novembre 1880. Il est le fils de William Barbey et Caroline Boissier. 
Il apprend son art auprès d’Eugène Burnand et Jean-Paul Laurens à l'Académie Julian à Paris, ainsi que de George Desvallières.
Naturalisé français en 1909, il participe à la Première Guerre mondiale dans le 109e régiment d'infanterie de ligne. Arrivé au front en octobre 1914, il subit une grave blessure en décembre 1914 à Aix-Noulette, qui nécessite une trépanation et une ablation de la tête humérale droite, puis 18 mois d'hôpital ; réformé en juillet 1916, il a besoin de 3 ans supplémentaires avant de pouvoir se remettre à la peinture.
Il publie et illustre son journal de guerre, Soixante jours de guerre en 1914, que Jean Norton Cru, dans son ouvrage Témoins, qualifie de « petit chef-d'œuvre » et auquel il attribue une valeur de témoignage qui lui vaut de figurer dans la catégorie n° I, c'est-à-dire celle qualifiée d'excellente par Jean Norton Cru.
Il est nommé peintre de la Marine en 1947.
Valdo-Barbey meurt le 5 décembre 1964 à son domicile dans le 6e arrondissement de Paris.

## Œuvres

### Publications
- Soixante jours de guerre en 1914, Bernard Giovanangeli éditeur, écrit sous le pseudonyme de Fabrice Dongot.
- Boussingault par ses amis, Paris, Éditions La Colombe, 1944. Co-écrit avec André Dunoyer de Segonzac, André Villeboeuf, et Luc-Albert Moreau.

### Œuvres illustrées
- Bernard Barbey, Le Camarade abandonné, 1927.
- Joseph Conrad, Au bout du rouleau, 1931.
- Aragon, La Diane française, 25 lithographies, Bibliothèque française, 1946 ;
- Claude Farrère, De Londres à Venise par New-York, 18 eaux-fortes originales, Paris, René Kieffer, 1949.

### Décors de théâtre
- Sept chansons de Malipiero[Qui ?].

## Distinctions
- Légion d'Honneur (1955) : fait chevalier en 1926 puis promu officier en 1955[8]
- Médaille militaire (1916)[9]
- Croix de guerre 1914-1918[8]